# Sông Đông êm đềm (phim, 1958)
Sông Đông êm đềm (tiếng Nga: Тихий Дон) là một bộ phim sử thi chuyển thể từ cuốn tiểu thuyết cùng tên của nhà văn Mikhail Sholokhov.

## Nội dung
Chuyện phim là số phận những người trong gia đình Melekhov giữa bối cảnh Thế chiến I và Nội chiến Nga (1910 - 1920).
Anh chàng Grigory - con trai cả của ông Panteley Prokofyevich Melekhov - yêu tha thiết một người đàn bà hàng xóm đã có chồng, Aksinya. Mối tình bi kịch này được gìn giữ qua nhiều biến cố thăng trầm của người Kazak làng Tatarsky, bên dòng Đông êm đềm.

## Diễn viên
- Pyotr Glebov... Grigory Melekhov
- Yelina Bystritskaya... Aksinya
- Zinaida Kiriyenko... Natalia
- Daniil Ilchenko... Panteley Prokofyevich Melekhov
- Lyudmila Khityayeva... Darya Melekhova
- Nikolai Smirnov... Pyotr Melekhov
- Aleksandr Zhukov... Miron Koshevoy
- Natalia Arkhangelskaya... Dunyashka
- Aleksandra Denisova... Lukinichna
- Aleksandr Blagovestov... Stepan Lekatov
- Boris Novikov... Mitka Korshunov
- Igor Dmitryev... Yevgeny Listnitsky
- Mikhail Gluzsky... Yesaul Kalmykov
- Viliam Shatunovsky... Shtokman
- V.Bubnov
- Vyacheslav Butenko
- Pyotr Chernov... Bunchik
- A.Filippova
- Aleksandr Grave
- Dmitry Kapka... bố Sashka
- A.Karpov
- G.Karyakin... Mikhail Koshevoy
- Valentina Khmara... Mashutka Koshevaya
- Pyotr Lyubeshkin... Martin Shamil
- Yelena Maksimova... mẹ Koshevaya
- Olga Markina
- Nikolai Muravyov... Podtelkov
- Vladimir Muravyov
- Aleksandr Shatov... bố Listnitsky
- Lyubov Sokolova
- M.Stepanov... Stepan Astakhov
- Semyon Svashenko... Garandzha
- Aleksandr Titov
- N.Tyamin
- Mikhail Vasilyev
- Inna Vykhodtseva
- Sergey Yurtaykin
- Vadim Zakharchenko... Prokhor Zykov
- Vasily Shukshin